# Nyagwondo
Nyagwondo är ett vattendrag i Burundi.   Det ligger i provinsen Makamba, i den södra delen av landet, 90 km sydost om huvudstaden Bujumbura.
Omgivningarna runt Nyagwondo är en mosaik av jordbruksmark och naturlig växtlighet. Runt Nyagwondo är det tätbefolkat, med 356 invånare per kvadratkilometer.